# Hvidbjerg Kirke (Thisted Kommune)
 For alternative betydninger, se Hvidbjerg Kirke. (Se også artikler, som begynder med Hvidbjerg Kirke)
Hvidbjerg Kirke (Svankær Kirke) er en sognekirke i Svankjær, i Hvidbjerg Vesten Å Sogn, Sydthy Provsti i Aalborg Stift. Kirken ligger i Thisted Kommune; indtil kommunalreformen i 1970 lå den i Hassing Herred i Thisted Amt.
Den lille kirke består af skib og kor samt våbenhus mod nord.
Skib og kor, med bjælkeloft, er fra romansk tid (måske 12. årh.) af granit på en sokkel
med skråkant.
Flere oprindelige vinduer, ligesom korbuen er bevaret.
Våbenhuset er af mursten. Vestgavlen er blevet ombygget og har fået klokkekam 1896.
Der er granitalterbord med relikviegemme. En udskåren altertavle fra 1600-tallet har et maleri
(korsfæstelsen). Alterkalken er skænket 1598 af Jens Laursen i Abelgård.
Granitdøbefonten er romansk med kløverbladformet kumme. Prædikestolen er fra 1600-tallet. I
våbenhuset findes en ligsten over præsten Niels Christensen Lomborg, †1689. I korets østmur
en sten med bladornamenter.
Ifølge sagnet lod de første kristne i hanherrederne
deres døde føre til denne kirke for at få dem begravet i indviet jord, og den
nordlige del af kirkegården kaldes endnu "Hanherredernes Kirkegård", hvilket
kunne tyde på, at kirken hører til de ældste nord for Limfjorden.